# Iriondo (departamento)

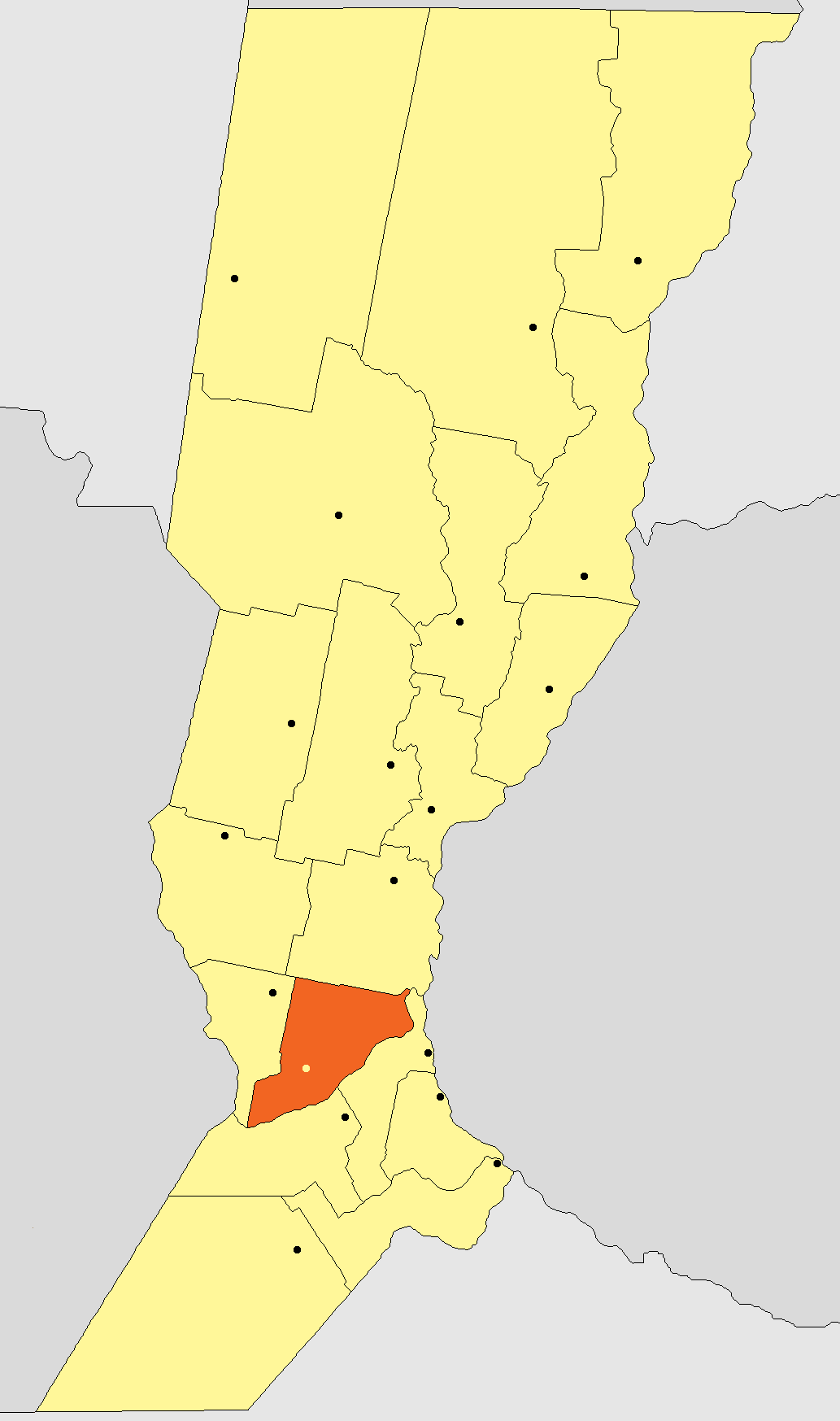
Departamento Iriondo em destaque.

Departamento Iriondo é um departamento da província de Santa Fé, na Argentina.